# Климент Александрийский
Кли́мент Александри́йский (др.-греч. Κλήμης ὁ Ἀλεξανδρεύς, лат. Clemens Alexandrinus, Тит Флавий Климент, лат. Titus Flavius Clemens; ок. 150, предположительно Афины — ок. 215, Палестина) — христианский богослов, апологет, проповедник и философ, руководитель Александрийской богословской школы, возглавлявший её до Оригена. Его учениками были Ориген и Александр Иерусалимский. Он обратился в христианство будучи образованным человеком, знакомым с греческой философией и литературой. Как показывают три его основных произведения, Климент находился под влиянием эллинистической философии, в особенности Платона и стоиков, в большей степени, чем любой другой христианский мыслитель своего времени. Его тайные работы, которые существуют только в виде фрагментов, предполагают, что он также был знаком с дохристианским иудейским эзотеризмом и гностицизмом. В одной из своих работ он утверждал, что греческая философия зародилась среди не-греков, утверждая, что и Платон, и Пифагор были обучены египетскими учёными.
Его почитают как святого в Коптской и Сирийской яковитской православных церквях. Также он почитался святым в Римско-католической церкви до XVII века, когда его имя было удалено из римского мартиролога папой Климентом VIII по совету кардинала Барония. В Православной церкви не является святым.

## Биография
Дата и место рождения Климента нам достоверно неизвестны. Предполагается, что он родился где-то около 150 г. н. э. По свидетельству Епифания Кипрского «одни называют его Александрийским, другие Афинским» (Панарион, 32.6). Судя по полному имени, Климент родился в семье римских граждан. Фамилия «Флавий» позволяет предположить, что его предки, подобно Иосифу Флавию, были участниками антиримского восстания в Иудее, пленёнными и помилованными императором Титом и поэтому принявшими его фамильное имя как знак своего второго рождения.
Родители Климента были язычниками, сам же он впоследствии принял христианство. В «Протрептике» он демонстрирует обширные познания в греческой мифологии и мистических религиях, которые могли возникнуть только в результате религиозной практики его семьи.
Отвергнув язычество в молодости из-за царившего в нём морального разложения, Климент отправился в путешествие по Греции, Малой Азии, Палестине и Египту, чтобы познакомиться с различными христианскими традициями. В Греции он встретил ионийского богослова, которого опознали как Афинагора Афинского; на Ближнем Востоке он обучался у некоего ассирийца, иногда отождествляемого с Татианом, и еврея, возможно Феофила Кесарийского.
Примерно в 180 году Климент посетил Александрию, где он встретил Пантена, который преподавал в богословской школе Александрии. Евсевий предполагает, что Пантен был руководителем школы, но существуют разногласия по поводу того, была ли школа единым сформировавшимся учреждением до времён Оригена. Климент учился у Пантена и был рукоположён в священники патриархом Юлианом в 189 году. В этот период он стал апологетом и написал многие свои работы, в том числе часть «Строматы». Больше ничего о личной жизни Климента в Александрии не известно. Возможно, он был женат, это предположение находит подтверждение в его работах.
Во время гонений при императоре Септимии Севере (202—203) Климент покинул Александрию. В 211 году Александр Иерусалимский написал письмо, в котором хвалил его Антиохийской церкви, что может означать, что Климент в то время жил в Каппадокии или Иерусалиме. Дата и место его смерти неизвестны.

## Учение
- Климент обосновывает необходимость философии для Церкви. Он пишет, что сам Бог даровал философию эллинам как инструмент богопознания. Для эллинов философия была альтернативой Моисееву закону и пророческому вдохновению древних иудеев. Пророчества и философствование неравнозначны, хотя взаимно дополняют друг друга: они подготавливают душу к истине, к познанию Логоса. Иными словами, философия необходима как интеллектуальная ограда божественного откровения. Климент подвергает решительной критике взгляды тех, кто полагает, будто философия — это пустое мирское мудрствование, от которой одни ереси и смятения в душах. Эллины безо всякого Откровения пришли к осознанию бытия единого Бога — Первопричины и Предела Вселенной, ибо Бог — это единый источник знания.
- Климент первым отчётливо ставит проблему соотношения веры и разума как путь преодоления античного скептицизма. Вера — это непосредственное восприятие знания. Это то, чем мы воспринимаем предпосылки силлогизма. Однако это не простая самоочевидность или интуиция. Вера — это акт выбора, акт конструирования собственной установки сознания, за который человек несёт ответственность. С помощью веры человек способен моделировать будущую ситуацию, что позволяет обезопасить себя от многих неприятностей. Интенсификация веры производит надежду, благодаря которой Климент доказывает превосходство религиозной жизни. Язычники верят во многих богов, которые находятся между собой в состоянии перманентного конфликта. Всем богам не угодишь, поэтому у язычника зарождаются фобии. Он не знает, откуда ему угрожает опасность. Жизнь атеистов также полна неприятностей, поскольку они не ждут щедрот от Господа. Только религиозный человек понимает, что за внешним хаосом явлений стоит трансцендентная личность, подарившая нам бытие, что жизнь здешняя лишь предуготовление к жизни вечной, что смысл жизни в загробном существовании, которое являет собой предел блаженства. Обладая такой установкой, можно легко преодолеть все тяготы здешней жизни.
- Вслед за Филоном Александрийским Климент определяет Бога апофатически, то есть с помощью отрицаний. Цель верующего заключается в познании Бога — в «гносисе», то есть знании мистическом и духовном. Он противопоставляет это высшее понимание Бога знанию нравственно-юридическому, следованию букве Священного Писания, которым довольствуется большая часть христиан.
- Климент ввёл в богословие понятия «града небесного» и «града земного», которые впоследствии были развиты блаженным Августином. Также сходился с Августином он и в вопросе о допустимости восстания против нечестивого и безбожного правительства (каково было, например, восстание иудеев против фараона).
- Климент расходится с господствовавшим среди ранних христиан воззрением о греховности богатства. По его мнению, богатство само по себе никак не влияет на спасение души, ведь имуществом можно распорядиться и по-хорошему, и по-плохому. «Писание требует от нас не отказа от собственности, но отказа от чрезмерной привязанности к собственности».

## Наследие
Евсевий — первый писатель, описавший жизнь и творчество Климента в своей «Церковной истории», 5.11.1-5, 6.6.1 . Евсевий приводит список работ Климента, биографические данные и расширенную цитату из Строматов.
Фотий I Константинопольский пишет против богословия Климента в «Библиотеке», хотя он ценит учёность Климента и литературные достоинства его работы. В частности, он очень критически относится к «Гипотипам», библейскому толкованию, из которого сохранились лишь несколько фрагментов. Фотий сравнил трактат Климента, который, как и другие его работы, был в высшей степени синкретичным, в нём были представлены идеи эллинистического, иудейского и гностического происхождения, что отрицательно сказалось на преобладающей ортодоксии девятого века. Среди конкретных идей, которые Фотий считал еретическими, были:
- Его вера в то, что материя и мысль вечны и, следовательно, не исходят от Бога, что противоречит доктрине Creatio ex nihilo[англ.][19].
- Его вера в космические циклы, предшествующие сотворению мира (как считал Гераклит), имеет внебиблейское происхождение[20].
- Его вера в то, что Христос, как Логос, был в некотором смысле сотворён, вопреки Ин. 1, но согласно Филону[21].
- Его двойственное отношение к докетизму, еретическому учению о том, что земное тело Христа было иллюзией[22].
- Его убеждение, что Ева была создана из спермы Адама после того, как он эякулировал ночью[23].
- Его вера в то, что Быт. 6:2 подразумевает, что ангелы вступали в совокупление с человеческими женщинами (в римско-католической теологии ангелы считаются бесполыми)[24].
- Его вера в реинкарнацию, то есть переселение душ[25].

Как один из самых ранних учителей церкви, чьи труды сохранились, он является предметом значительного количества недавних академических работ, сосредоточенных, среди прочего, на его толковании Священного Писания, его богословии Логоса и пневматологии, а также на отношениях его мысли и нехристианской философии, и его влиянии на Оригена.

## Почитание
Вплоть до XVII века Климент почитался как святой в Римско-католической церкви. Его имя можно было найти в мартирологиях, и его праздник приходился на 4 декабря, но когда в XVII веке римский мартиролог был пересмотрен папой Климентом VIII (1592—1605), его имя было исключено из календаря по совету кардинала Барония. Бенедикт XIV (1740—1758) поддержал это решение своего предшественника на том основании, что о жизни Климента мало что известно, что он никогда не имел общественного почитания в Церкви и что некоторые из его доктрин были если не ошибочными, то по крайней мере подозрительными.
Хотя Климент широко не почитается в восточном христианстве, в «Охридском Прологе» святителя Николая Сербского он неоднократно упоминается как святой; святой Максим Исповедник называл его «святейшим и блаженнейшим», святитель Филарет Черниговский также именовал его святым, как и различные иные православные авторитеты, включая греческого митрополита Эдесского Каллиника. Как полагал Иоанн Мейендорф, официально Климент не был провозглашён святым по той причине, что его взгляды, изложенные в работе «Начертания» (не сохранилась), идут вразрез с учением Церкви.
Климент почитается как святой в Коптской православной церкви, а также в Cирояковитской православной церкви. По коптскому преданию, он — автор перевода Священного Писания на коптский язык. Коптская православная христианская академия святого Климента в Нэшвилле, штат Теннесси, названа в его честь.
Климент почитается в англиканском Обществе молитвенников Канады под 4 декабря.

## Сочинения

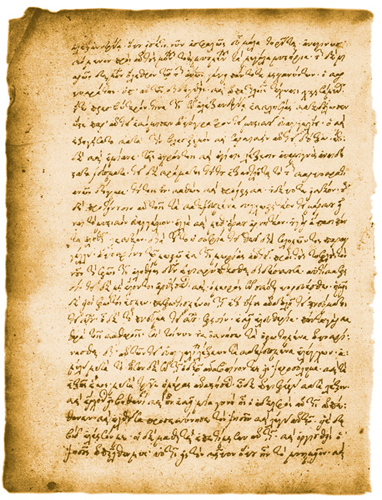
Фрагмент послания Климента Александрийского к Феодору.

До нас полностью дошли три основных труда Климента, объединённые в трилогию:
- Протрептик[англ.], или увещание к эллинам (сочинение написано ок. 195 г.)[38]
- Педагог[англ.] (ок. 197 г.)[38]
- Строматы (книга I написана в 198, книги II—V в 199—201 г., книги VI—VII в 203 г.)[38]

### Протрептик

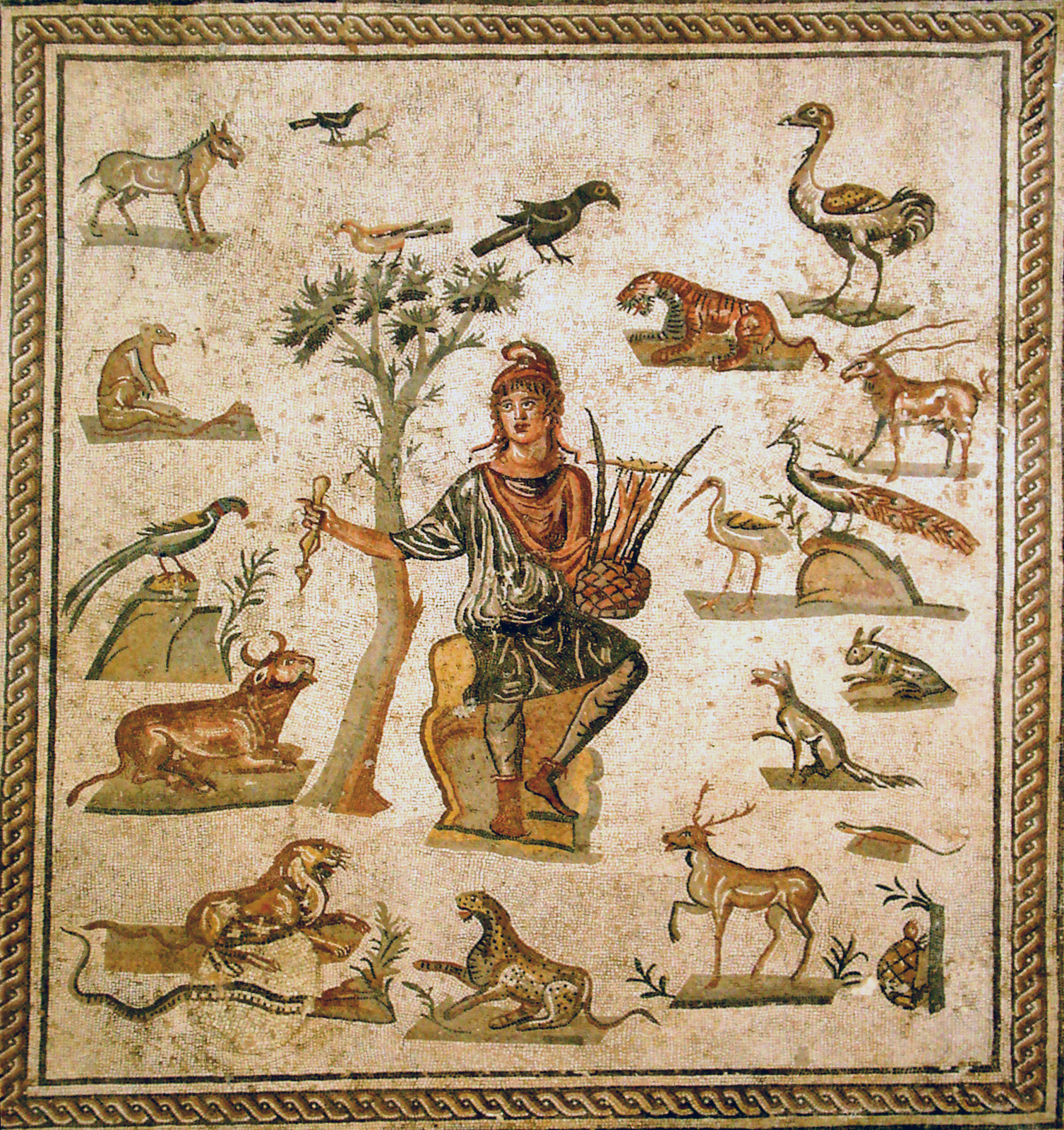
Орфизм используется в «Протрептике» как пример ложных культов греческого язычества.

Как следует из названия, «Протрептик» является призывом к язычникам Греции принять христианство (греч. Προτρεπτικὸς πρὸς Ἕλληνας: «Увещевание греков»). В нём Климент демонстрирует свои обширные познания в языческой мифологии и богословии. Это имеет большую важность, поскольку Климент рассматривает религию как антропологический феномен. После краткой философской дискуссии он начинает произведение с семи этапов развития греческой религии . Климент предполагает, что сначала люди ошибочно считали Солнце, Луну и другие небесные тела божествами. Следующим этапом развития было поклонение продуктам сельского хозяйства, из которого, как он утверждает, возникли культы Деметры и Диониса. Затем люди с почтением относились к мести и обожествляли человеческие чувства, среди прочего, чувство любви и страха. На четвёртом этапе поэты Гесиод и Гомер пытаются собрать божества в один пантеон, получая в результате Теогонию Гесиода, дающую число двенадцать. Наконец, люди достигли стадии, когда они провозгласили других людей, таких как Асклепий и Геракл, божествами. Обсуждая идолопоклонство, Климент утверждает, что предметами первобытной религии были необработанные дерево и камень, и, таким образом, идолы возникали, когда такие природные предметы были вырезаны. Следуя Платону, Климент критически относится ко всем формам изобразительного искусства, полагая, что произведения искусства — всего лишь иллюзии и «смертельные игрушки».
Климент критикует греческое язычество в «Протрептике» на том основании, что его божества являются ложными и плохими примерами в моральном отношении. На мистические религии он нападает за их ритуализм и мистицизм. В частности, он высмеивает почитателей культа Диониса за их семейные ритуалы (например, использование детских игрушек на церемониях). В некоторых местах он предполагает, что образы языческих божеств основаны на реальных или собирательных образах людях, в других — описывает их как человеконенавистнических демонов, цитируя несколько источников из греческих классиков в поддержку этой второй гипотезы. Климент, как и многие доникейские отцы церкви, положительно отзывается о Эвгемере и других философах-рационалистах на том основании, что они, по крайней мере, видели недостатки в язычестве. Однако больше всего он хвалит Платона, чьи апофатические взгляды на Бога являются прообразом христианства.
Личность Орфея занимает видное место в повествовании Протрептика, и Климент противопоставляет песню Орфея, представляющую языческие суеверия, божественному Логосу Христа. Согласно Клименту, только через обращение в христианство можно полностью стать причастником Логоса, который является универсальной истиной.

### Педагог

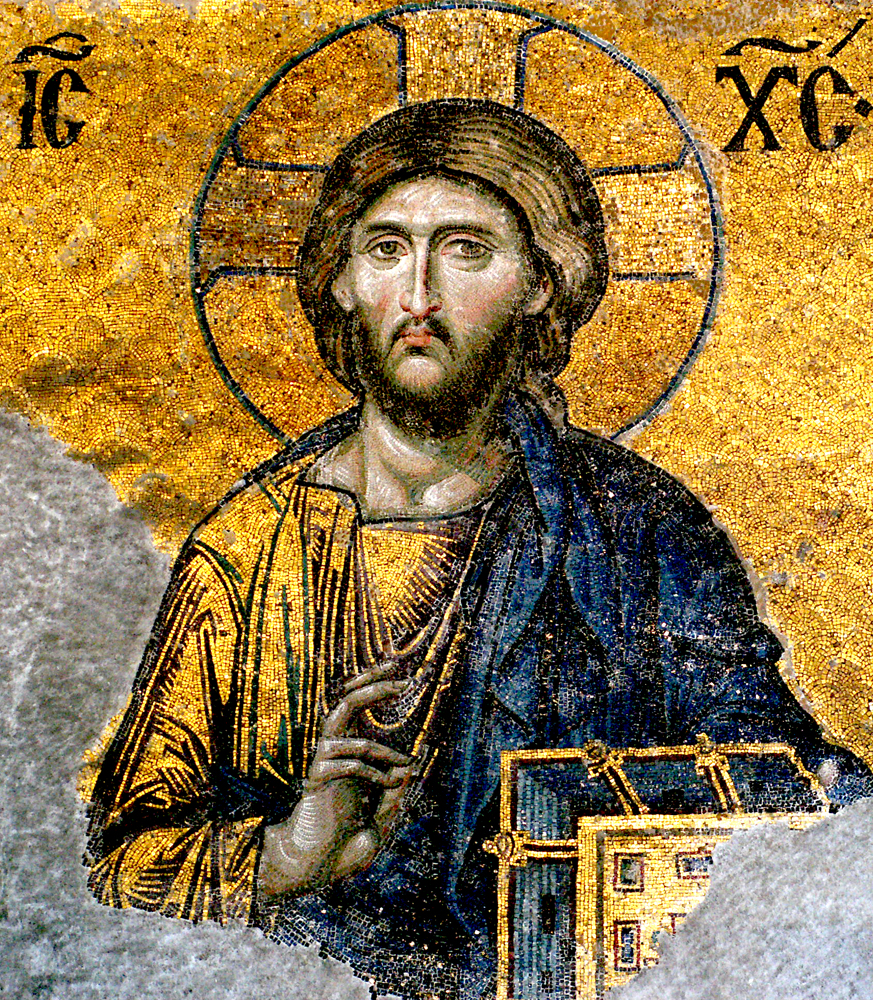
Христос, воплощённый Логос, является «Педагогом» из названия произведения.

Название этой работы «Педагог» (греч. Παιδαγωγός) изображает Христа как учителя всех людей, а христиане в нём предстают в образе детей. Это не просто наставление: Климент намеревается показать, как христианин должен искренне реагировать на любовь Бога. Следуя Платону (Государство 4:441), он делит жизнь на три элемента: характер, действия и страсти. В первой книге «Педагога» он размышляет о роли Христа в обучении людей нравственным поступкам и контролю над своими страстями. Несмотря на свою явно христианскую природу, работа Климента основана на стоической философии и языческой литературе; Только Гомер цитируется в работе более шестидесяти раз.
Хотя Христос, как человек, создан по образу Бога, только он разделяет подобие Бога-Отца. Христос безгрешен и апатичен, поэтому, стремясь подражать Христу, можно достичь спасения. Для Климента грех является непроизвольным и, следовательно, иррациональным (др.-греч. άλογον), устраняемым только мудростью Логоса. Таким образом, Божье руководство избегать греха является проявлением всеобщей любви Бога к человечеству. Игра слов на λόγος и άλογον характерна для письма Климента и, возможно, уходит корнями в эпикурейское убеждение, что отношения между словами глубоко отражают отношения между объектами, которые они обозначают.
Климент выступает за равенство полов на том основании, что спасение распространяется на всех людей в равной степени. Необычно то, что он предполагал, что Христос не является ни женщиной, ни мужчиной, и что Бог-Отец имеет как женский, так и мужской аспекты: евхаристия описывается как молоко из груди Отца. Климент поддерживает женщин, играющих активную роль в руководстве церковью, и приводит список женщин, которых он считал вдохновляющими, в который входят как библейские личности, так и персонажи греческой литературы. Было высказано предположение, что прогрессивные взгляды Климента на гендер, изложенные в «Педагоге», испытали влияние гностицизма, однако позже в своей работе он выступает против гностиков, утверждая, что для спасения требуется вера, а не эзотерическое знание (др.-греч. γνῶσις). Согласно Клименту, именно через веру во Христа человек просвещается и приходит к познанию Бога.
Во второй книге Климент даёт практические правила христианской жизни. Он выступает против чрезмерного увлечения едой и предписывает иметь хорошие манеры за столом. Запрещая пьянство, он поощряет употребление алкоголя в умеренных количествах, следуя 1Тим. 5:23. Климент выступает за простой образ жизни в соответствии с естественной простотой христианского монотеизма. Он осуждает сложную и дорогую мебель и одежду и выступает против чрезмерно страстной музыки и духов, но при этом не поддерживает идею полного отказа от мирских удовольствий и утверждает, что христианин должен иметь возможность выражать радость от божьего творения через веселье и вечеринки. Он выступает против ношения венков из цветов, потому что сбор цветов убивает прекрасное творение Бога, а венок напоминает терновый венец. Климент довольно подробно описывает своё отношение к сексу. Он утверждает, что и беспорядочные связи, и половое воздержание неестественны, и что главная цель человеческой сексуальности — деторождение. Он утверждает, что следует избегать супружеской измены, коитуса с беременными женщинами, сожительства, гомосексуализма и проституции, поскольку они не будут способствовать созданию законного потомства.
В своей третьей книге Климент продолжает в том же духе, осуждая косметику на том основании, что нужно стремиться украсить душу, а не тело. Климент также считает, что окрашивание мужских волос и мужская депиляция женоподобны. Он советует тщательно выбирать себе компанию, чтобы не быть испорченным аморальными людьми, и, утверждая, что материальное богатство не является грехом само по себе, при этом учит, что обладанием им слишком часто отвлекает человека от гораздо более важного духовного богатства, которое находится во Христе. Труд заканчивается избранными отрывками из Священного Писания, подтверждающими аргументы Климента, текстом молитвы и гимном.

### Строматы

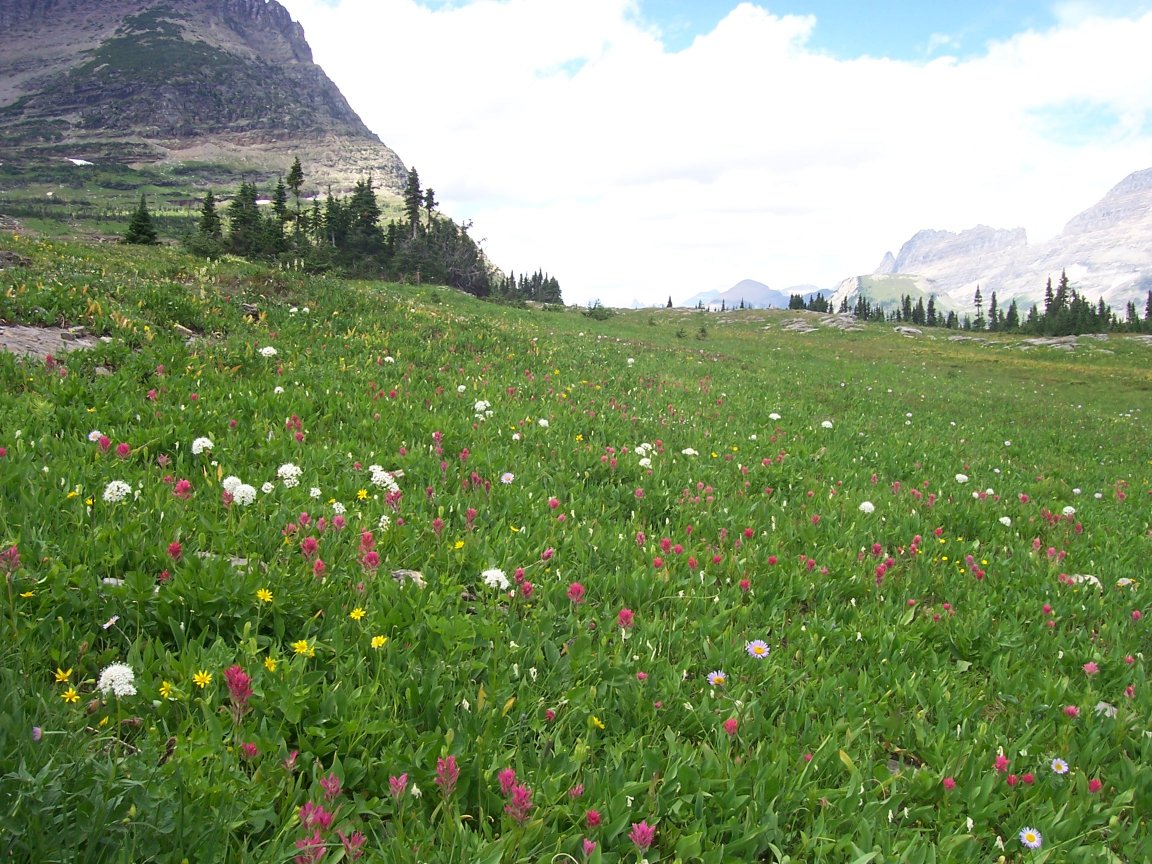
Климент описывает «Строматы» как труд на различные темы, которые возникают в тексте, как цветы на лугу.

Содержание Строматов, как следует из названия, неоднородное (Στρωματεῖς, «лоскутное одеяло», т. е. сборник). Его место в трилогии оспаривается — Климент изначально намеревался написать Didasculus, произведение, которое дополнит практическое руководство «Педагога» более интеллектуальным наставлением в области теологии. «Строматы» менее систематична и упорядочена, чем другие работы Климента, и Андре Меха предположил, что она предназначена для ограниченного эзотерического читателя. Хотя Евсевий сообщает о существовании восьми книг этого произведения, сохранились только семь. Фотий, писавший в девятом веке, нашёл различные тексты, добавленные к рукописям семи оригинальных книг, что привело Даниэля Хейнсия к предположению, что оригинальная восьмая книга утеряна, поскольку он идентифицировал текст, который якобы был из восьмой книги, как фрагменты «Гипотипы».
Первая книга начинается с темы греческой философии. В соответствии с другими своими сочинениями, Климент утверждает, что философия играла пропедевтическую роль для греков, аналогичную функции закона для иудеев. Затем он приступает к обсуждению происхождения греческой культуры и технологий, утверждая, что большинство важных личностей в греческом мире были иностранцами и (ошибочно) что еврейская культура оказала наиболее значительное влияние на Грецию. Пытаясь продемонстрировать первенство Моисея, Климент приводит расширенную хронологию мира, в которой он датирует рождение Христа 25 апреля или мая 4-2 до н. э., а сотворение мира — 5592 г. до н. э. Книги заканчиваются обсуждением происхождения языков и возможности еврейского влияния на Платона.
Вторая книга в основном посвящена роли веры и философской аргументации. Климент утверждает, что, хотя обе они важны, страх перед Богом превыше всего, потому что через веру человек получает божественную мудрость. Для Климента Священное Писание — это врождённая истинная примитивная философия, дополненная человеческим разумом через Логос. Вера добровольна, и решение поверить — решающий фундаментальный шаг в приближении к Богу. Это решение никогда не бывает иррациональным, поскольку основано на знании истины Логоса, но знание это приходит через веру, поскольку основополагающие принципы этого знания недоказуемы.
Третья книга посвящена аскетизму. Он обсуждает брак, о котором также говорится в «Педагоге». Климент отвергает гностическую идею отвержения брака, утверждая, что только мужчины, которые не имеют влечения к женщинам, должны оставаться безбрачными, и что секс является благом, если он осуществляется в браке с целью продолжения рода. Он утверждает, что так было не всегда: грехопадение произошло из-за того, что Адам и Ева уступили своему желанию друг друга и совокупились до отведённого времени. Он выступает против идеи (которая проистекает из Лк. 14:25—27) о том, что христиане должны оставлять свои семьи ради аскетической жизни, утверждая, что Иисус не противоречил бы заповеди «Почитай отца твоего и мать твою» (Исх. 20:12), одной из Десяти Заповедей. Климент заключает, что аскетизм будет вознаграждён только в том случае, если мотивация будет по своей природе христианской, и поэтому аскетизм нехристиан, таких как гимнософисты, бессмыслен.
Четвёртую книгу Климент начинает с запоздалого объяснения неорганизованного характера работы и даёт краткое описание своих целей в отношении оставшихся трёх или четырёх книг. Четвёртая книга посвящена мученичеству. Хотя все хорошие христиане не должны бояться смерти, Климент осуждает тех, кто активно ищет мученическую смерть, утверждая, что они недостаточно уважают Божий дар жизни. Он неоднозначно относится к тому, могут ли христиане считаться мучениками в силу того, как они умерли, или же мучеником может считаться только человек, проживший исключительную жизнь. Маркиониты не могут стать мучениками, потому что они не верят в божественность Бога-Отца, поэтому их страдания напрасны. Затем следует отступление к теме теологической эпистемологии. Согласно Клименту, невозможно эмпирически проверить существование Бога-Отца, потому что единственным достоверным откровением Бога-Отца является Логос-Христос. Хотя Христос и был объектом чувств, он не поддаётся анализу, поэтому эмпирическая проверка невозможна. У Бога не было начала, и это всеобщий первый принцип.
Пятая книга возвращается к теме веры. Климент утверждает, что истину, справедливость и добро можно увидеть только разумом, а не глазами; вера — это способ доступа к невидимому. Он подчёркивает, что познание Бога может быть достигнуто только через веру, когда моральные недостатки человека исправлены. Это соответствует более раннему утверждению Климента о том, что мученичество может быть достигнуто только теми, кто практикует свою веру во Христа через добрые дела, а не теми, кто просто исповедует свою веру. Бог полностью превосходит материю, и поэтому материалист не может по-настоящему познать Бога. Хотя Христос был воплощением Бога, важно его духовное, а не физическое понимание.
В начале шестой книги Климент намеревается продемонстрировать, что произведения греческих поэтов были взяты из пророческих книг Библии. Чтобы подкрепить свою позицию о том, что греки были склонны к плагиату, он приводит многочисленные примеры такого неправомерного копирования классическими греческими писателями из анонимного источника III века до н. э., который иногда приписывают Аретаду. Затем Климент отвлекается от темы греха и ада, утверждая, что Адам не был совершенен, когда был сотворён, но имел возможность достичь совершенства. Он высказывает широко универсалистскую идею, считая, что обетование Христа о спасении доступно всем, даже тем, кто приговорён к аду.
Последняя дошедшая до нас книга начинается с описания природы Христа и истинного христианина, стремящегося быть как можно более похожим на Отца и Сына. Затем Климент критикует упрощённый антропоморфизм большинства древних религий, цитируя знаменитое описание Ксенофаном африканских, фракийских и египетских божеств. Он указывает, что греческие божества, возможно, также произошли от одушевления материальных объектов: Арес, представляющий железо, и Дионис, представляющий вино. Затем обсуждаются молитва и связь между любовью и знанием. 1Кор. 13:8 кажется противоречащим характеристике истинного христианина как знающего; но для Климента знание исчезает только в том смысле, что оно поглощается всеобщей любовью, выражаемой христианином в почтении к Творцу. Следуя Сократу, он утверждает, что порок возникает из-за невежества, а не из-за намерения. Христианин — это «работник в винограднике Божьем», ответственный как за собственный путь к спасению, так и за путь своего ближнего. Работа заканчивается пространным рассуждением, направленным против современных ему разделений и ересей внутри церкви.

### Другие произведения
Помимо великой трилогии, единственным другим дошедшим до нас трудом Климента является трактат «Спасение для богатых», также известный как «Кто из богатых спасётся?». В нём, начав с резкой критики разлагающего воздействия денег и ошибочного рабского отношения к богатым, Климент обсуждает последствия Ин. 10:25. Богатые либо не верят в обещание вечной жизни, либо не знают о конфликте между обладанием материальным и духовным богатством, и хороший христианин обязан вести их к лучшей жизни через Евангелие. Слова Иисуса не следует понимать буквально — следует искать сверхнебесные (др.-греч. ὑπερουράνιος) значения, в которых открывается истинный путь к спасению. Хранение материального богатства само по себе не является неправильным, если оно используется в благотворительных целях, но христиане должны быть осторожны, чтобы не позволить своему богатству преобладать над их духом. Отказ от греховных страстей важнее материального богатства. Если богатые хотят спастись, всё, что они должны делать, — это следовать двум главным заповедям, и, хотя материальное богатство не имеет ценности для Бога, его можно использовать для облегчения страданий окружающих.
Другие известные работы существуют только в виде фрагментов, включая четыре эсхатологических сочинения: Hypotyposes, Excerpta ex Theodoto, «Извлечения из пророков» (лат. Eclogae Propheticae) и Adumbrationes. Они описывают небесную иерархию Климента, сложную схему, в которой Вселенная возглавляется Ликом Бога, под которым лежат семь протоктистов, за которыми следуют архангелы, ангелы и люди. По словам Жана Даниэлу, эта схема унаследована от иудео-христианского эзотеризма, которому последовали апостолы, и который, в свою очередь, был ими передан устно тем христианам, которым можно было доверить такие тайны. Проктоцисты — первые существа, созданные Богом, и выступают в роли священников-архангелов. Климент отождествляет их как с «Очами Господа», так и с Престолами. Климент характеризует небесные формы как совершенно отличные от всего земного, хотя он утверждает, что представители каждого высшего порядка кажутся бестелесными только представителям низших категорий. Согласно Eclogae Propheticae, каждые тысячу лет каждый член каждой категории поднимается на ступень, и, таким образом, люди могут стать ангелами. Даже протоктисты могут быть повышены, хотя их новое положение в иерархии чётко не определено. Кажущееся противоречие между тем фактом, что может быть только семь протоктистов, но также и огромное количество архангелов, которые должны быть повышены до их уровня, является проблематичным. Наиболее распространённое современное объяснение состоит в том, что число семь не следует понимать буквально, но имеет принципиально нумерологическое значение.
Нам известны названия нескольких утраченных работ из «Церковной истории» Евсевия. Другие известны только из упоминаний в собственных сочинениях Климента, включая «О браке» и «О пророчествах», и, хотя некоторые из них упоминаются и другими авторами, трудно отделить работы, которые он только намеревался написать, от тех, которые были действительно завершены.
Письмо Мар Сабы было приписано Клименту Мортоном Смитом, но до сих пор ведётся много споров о том, подлинное ли это письмо Климента, древний псевдоэпиграф или современная подделка. Его основная мысль заключается в том, что апостол Марк прибыл в Александрию из Рима и там написал более духовное Евангелие, которое он передал церкви в Александрии после своей смерти. Если послание подлинное, то письмо отодвигает на столетие назад изложенную Евсевием традицию, связывающую Марка с Александрией .

## Издания сочинений

Opera omnia, 1715

- Clementis Alexandrini. Stromata // Patrologiae cursus completes. Series Graeca. — P., 1857. — T. VIII—IX.
- Греческие тексты сочинений: Т. I (1905) Т. II (1906).

«Педагог»:
- Климент Александрийский. Педагог. / Пер. Н. Корсунского. — Ярославль, 1890. — 348 стлб.
- Климент Александрийский. Педагог. / Пер. Н. Корсунского, пер. гл. 10 ч. II Г. Чистякова. — М.: Уч.-инф. экуменический центр ап. Павла, 1996.
- Климент Александрийский. Педагог / Пер. с древнегреч., вступ. ст. и комм. А. Ю. Братухина. — СПб.: Изд-во Олега Абышко, 2018. — 345 с. — ISBN 978-5-604-04872-6.

«Протрептик»:
- Увещание к язычникам. / Пер. Н. Корсунского. — Ярославль, 1888.
- Климент Александрийский. Увещевание к язычникам. Архивная копия от 24 октября 2020 на Wayback Machine / Пер. А. Ю. Братухина. — СПб., Изд-во РХГИ, 1998. — 208 с.
  - 2-е издание: СПб.: Изд-во Олега Абышко, 2006. (с приложением трактата «Какой богатый спасётся» в переводе Н. Корсунского)
- В серии «Loeb classical library» изданы под № 92 некоторые сочинения (Увещевание к эллинам. Спасение богача. К новокрещёному (фрагменты); см. онлайн)

«Строматы»:
- Стромат книга первая. / Пер. архим. Арсения. — Воронеж, 1868. — 180 с.
- Строматы. Архивная копия от 18 января 2021 на Wayback Machine / Пер. Н. Корсунского. — Ярославль, 1892. — 944 стб.
- Климент Александрийский. Строматы. Архивная копия от 5 сентября 2010 на Wayback Machine. В 3 т. / Подг. текста, пер., пред. и комм. Е. В. Афонасина. — СПб., Изд-во Олега Абышко, 2003. — Т. 1. Кн. 1—3. — 544 с.; Т. 2. Кн. 4—5. — 336 с.; Т. 3. Кн. 6—7. — 368 с. — (Серия «Библиотека христианской мысли». Источники).
- Рецензия Ю. А. Шичалина
- «Строматы», книга VII: греческий текст и английский перевод (1902)

Другие сочинения:
- Климент Александрийский. Кто из богатых спасётся. Архивная копия от 29 октября 2020 на Wayback Machine / Пер. Н. Корсунского. — [Ярославль, 1888] М., 2000. — 64 с.
- Извлечения из Феодота (§ 1-26). Архивная копия от 29 сентября 2020 на Wayback Machine / Пер. А. И. Сагарды. // Христианское чтение. — № 11. — 1912. — С. 1290—1302.
- Извлечения из произведений Теодота и так называемой восточной школы времён Валентина. / Пер. Е. В. Афонасина. // Школа Валентина: Фрагменты и свидетельства. — СПб.: Алетейя, 2002. — С. 172—219.
- Фрагменты утраченной работы Eclogae Propheticae // Античный гностицизм. Фрагменты и свидетельства. Архивная копия от 9 ноября 2021 на Wayback Machine. — СПб., 2002.

## Комментарии
1. ↑  Сторонники того, что она уже была школой, предполагают, что Климент стал преемником Пантена на посту руководителя школы, а его преемником в свою очередь стал Ориген[12].
2. ↑  Из двух разделов, посвящённых Клименту в "Церковной истории" 6.6.1 кажется явно неуместным, и Анри Валуа утверждал, что это свидетельство того, что Евсевий никогда не пересматривал свою работу[16].
3. ↑  ок. 203 г[38].
4. ↑  ок. 204 г[38].
5. ↑  Книга «О Пасхе»; диалоги «О посте» и «О злоречии»; увещательное слово «О терпении, или К новокрещённым»; сочинение «Церковное правило, или Против иудействующих»; «Очерки» из восьми книг (Церковная история Евсевия, 6 книга, глава 13, стих 3)
6. ↑  Также известны толкования на пророка Амоса у Палладия; «Начертания»,упоминаемая у Фотия в Мириобиблион[33]; у прочих авторов упоминается труд «О Промысле»